# Salts als Jocs Europeus de 2015 – 3 metres trampolí femení
La prova de 3 metres trampolí es va disputar el dia 21 de juny al Bakú Aquatics Center.

## Resultats
La preliminar es va disputar a les 9:00 i la final a les 21:00 hora local (UTM +4).

   *   Classificat

   *   Reserva

| Posició | Saltador                | País          | Preliminar | Preliminar | Final  | Final   |
| Posició | Saltador                | País          | Punts      | Posició    | Punts  | Posició |
| ------- | ----------------------- | ------------- | ---------- | ---------- | ------ | ------- |
| 1       | Torrance Katherine      | Regne Unit    | 431.15     | 1          | 448.25 | 1       |
| 2       | Ekaterina Nekrasova     | Rússia        | 413.00     | 5          | 443.05 | 2       |
| 3       | Saskia Oettinghaus      | Alemanya      | 379.75     | 9          | 418.35 | 3       |
| 4       | Louisa Stawczynski      | Alemanya      | 422.90     | 4          | 414.35 | 4       |
| 5       | Maria Polykova          | Rússia        | 426.45     | 3          | 411.45 | 5       |
| 6       | Diana Shelestyuk        | Ucraïna       | 409.60     | 6          | 405.75 | 6       |
| 7       | Kaja Skrzek             | Polònia       | 382.80     | 8          | 403.35 | 7       |
| 8       | Lydia Rosenthall        | Regne Unit    | 427.25     | 2          | 395.60 | 8       |
| 9       | Frida Kallgren          | Suècia        | 409.30     | 7          | 392.55 | 9       |
| 10      | Natasha Macmanus        | Irlanda       | 358.20     | 10         | 381.50 | 10      |
| 11      | Maja Boric              | Croàcia       | 355.25     | 11         | 376.40 | 11      |
| 12      | Laura Anna Granelli     | Itàlia        | 354.75     | 12         | 352.00 | 12      |
| 13      | Marharita Dzhusova      | Ucraïna       | 353.85     | 13         |        |         |
| 14      | Ellen Ek                | Suècia        | 353.30     | 14         |        |         |
| 15      | Dominika Bak            | Polònia       | 351.10     | 15         |        |         |
| 16      | Madeline Coquoz         | Suïssa        | 349.85     | 16         |        |         |
| 17      | Daphne Wils             | Països Baixos | 343.60     | 17         |        |         |
| 18      | Lorena Tomiek           | Croàcia       | 342.80     | 18         |        |         |
| 19      | Indre Girdauskaite      | Lituània      | 342.45     | 19         |        |         |
| 20      | Giulia Rogantin         | Itàlia        | 339.35     | 20         |        |         |
| 21      | Tamar Sitchinava        | Geòrgia       | 334.10     | 21         |        |         |
| 22      | Caroline Lecoeur        | França        | 332.90     | 22         |        |         |
| 23      | Anne Vilde Tuxen        | Noruega       | 331.70     | 23         |        |         |
| 24      | Katsiaryna Velihurskaya | Belarús       | 330.85     | 24         |        |         |
| 25      | Maissam Naji            | França        | 328.95     | 25         |        |         |
| 26      | Olqa Bikovskaya         | Azerbaidjan   | 328.15     | 26         |        |         |
| 27      | Hannah Lena Rott        | Àustria       | 311.75     | 27         |        |         |
| 28      | Vivian Barth            | Suïssa        | 305.30     | 28         |        |         |